# 阿尔莫拉迪
阿尔莫拉迪（西班牙語：Almoradí），是西班牙巴伦西亚自治区阿利坎特省的一个市镇。总面积43km2，总人口1405人（2001年），人口密度327人/km2。

## 友好城市
- 法國 蒙桑普龙-利博斯